# Associação Desportiva de São Pedro da Cova
Le Associação Desportiva de São Pedro da Cova est un club de football portugais basé à São Pedro da Cova dans le nord du Portugal.